# 矢持秀起
矢持 秀起（やもち ひでき、1957年 - ）は、日本の化学者。京都大学名誉教授。

## 人物・経歴
1979年神戸大学理学部化学科卒業。1984年大阪大学大学院理学研究科博士課程後期課程単位取得満期退学、東京大学物性研究所助手、理学博士。1990年京都大学理学部化学科助手。1995年京都大学大学院理学研究科化学専攻助教授。2004年京都大学低温物質科学研究センター教授。2016年京都大学大学院理学研究科化学専攻教授。2022年定年退職、京都大学名誉教授。

## 受賞
- 日本表面科学会表面科学論文賞 1991[4]
- The Editors of Synthetic Metals, Elsevier, Outstanding Reviewer 2015[4]
- 日本化学会欧文誌論文賞（BCSJ賞）2017[4]
- 日本化学会欧文誌論文賞（BCSJ賞）2020[4]